# Bad Lauterberg

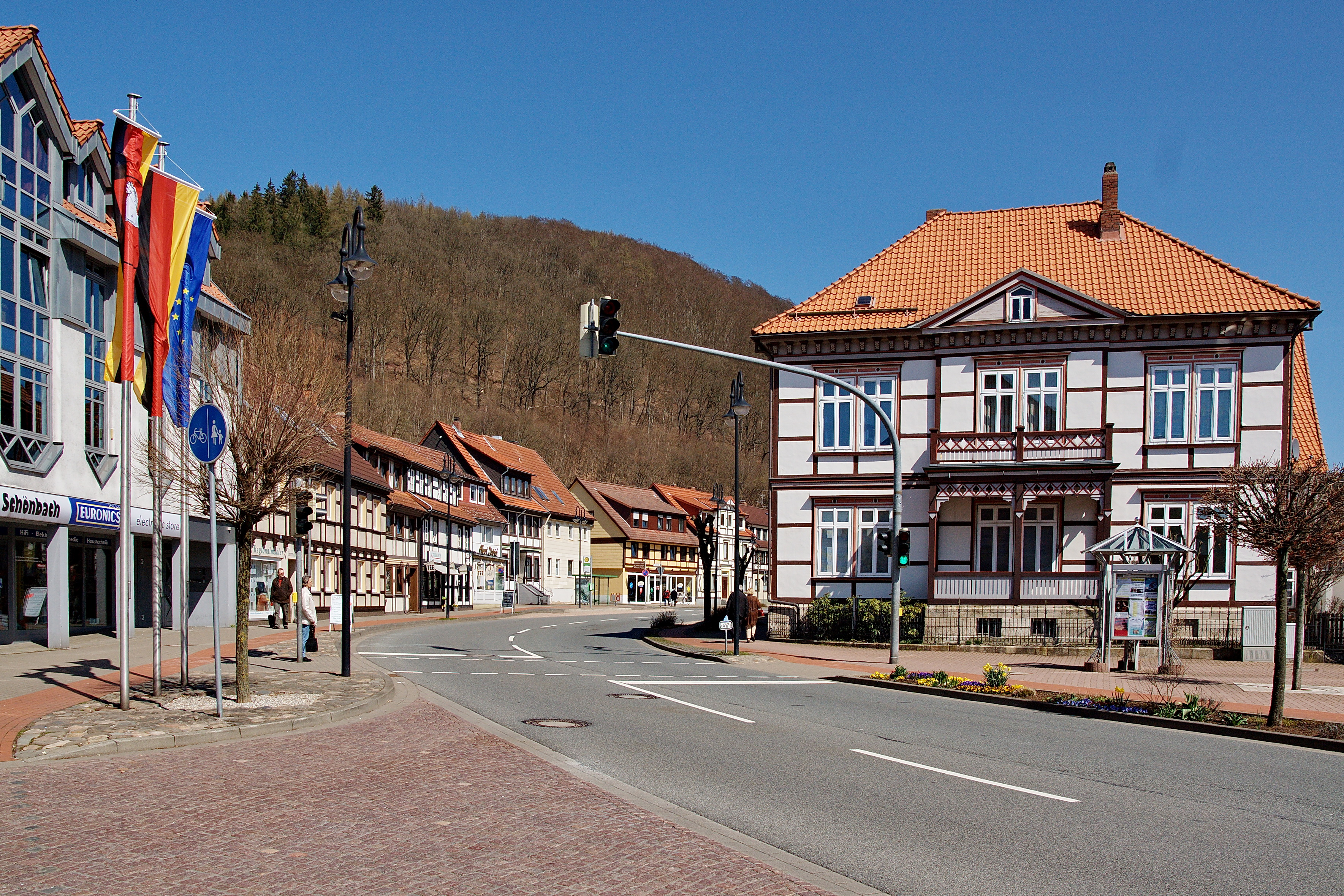
Bad Lauterberg im Harz

Bad Lauterberg nebo Bad Lauterberg im Harz je město v Zemském okrese Göttingen v Dolním Sasku v Německu. Nachází se v jižním Harzu přibližně 15 km jihozápadně od Braunlage a 20 km jihovýchodně od Osterode am Harz. Město je známo díky likérům Schierker Feuerstein a Harzer Grubenlicht, které jsou zde vyráběny a plněny do lahví. Ve městě se v roce 1879 narodil polárník Alfred Ritscher.